# Partij van Europese Conservatieven en Hervormers
De Partij van Europese Conservatieven en Hervormers (ECR Party) ((en)  European Conservatives and Reformists Party) is een Europese politieke partij. De partij moet niet verward worden met de vrijwel gelijknamige fractie in het Europees Parlement.
De partij ontstond uit een idee van David Cameron, toenmalig leider van de Britse Conservatieven. Nadat Roger Helmer in 2005 en Daniel Hannan in 2008 wegens hun eurosceptische uitlatingen uit de fractie van de Europese Volkspartij gezet waren, besliste Cameron om na de verkiezingen van 2009 uit de EVP-ED fractie te stappen.
De partij bestond oorspronkelijk onder de werknaam Movement for European Reform, en werd per 1 januari 2010 officieel erkend door de Europese Unie. Tot 2017 luidde de naam van de partij Alliantie van Europese Conservatieven en Hervormers (AECH) (Engels: Alliance of European Conservatives and Reformists (AECR) en van 2017 tot 2019 Alliantie van Conservatieven en Hervormers in Europa (ACHE) (Engels: Alliance of European Conservatives and Reformists in Europe (ACRE)). In 2019 kreeg de partij haar huidige naam.
De Partij van Europese Conservatieven en Hervormers is ideologisch gezien een big tent, omdat er onderling veel verschillen zijn over de koers van de Europese Unie. Een partij als Forum voor Democratie was lid van deze internationale eurosceptische partij, maar heeft onderling ook verschillende visies op de Europese Unie.

## Financiering
Als geregistreerde Europese politieke partij heeft de partij recht op Europese publieke financiering, die zij sinds haar eerste aanvraag in 2010 ononderbroken heeft ontvangen.
Hieronder staat de ontwikkeling van de Europese publieke financiering die de partij heeft ontvangen.
Bedrag (€)Europese overheidsfinanciering van Europese politieke partijen01.000.0002.000.0003.000.0004.000.0005.000.0002004200720102013201620192022Maximumbedragen aan overheidsfinancieringDaadwerkelijk ontvangen bedragen aan overheidsfinanciering
In overeenstemming met de Verordening inzake Europese politieke partijen en Europese politieke stichtingen, werft de partij ook private fondsen om haar activiteiten mede te financieren. Vanaf 2025 moeten Europese partijen ten minste 10% van hun vergoedbare uitgaven uit particuliere bronnen halen, terwijl de rest kan worden gedekt met Europese overheidsfinanciering.
Hieronder staat de ontwikkeling van de bijdragen en donaties die de partij heeft ontvangen.
Bedrag (€)Bijdragen van Europese politieke partijen0100.000200.000300.000400.000500.00020102013201620192022ECH
Bedrag (€)Donaties van Europese politieke partijen050.000100.000150.000200.000250.000300.000350.00020102013201620192022ECH

## Leden

### Politieke partijen
De ECR Party heeft 13 leden. Tien daarvan hebben één of meerdere leden in de 9e zittingsperiode van het Europese Parlement.

#### Huidige leden
| Land/Regio | Logo | Politieke partij | Zetels in het Europees Parlement (2019-2024) | Lid sinds        |
| ---------- | ---- | --- | -------------------------------------------- | ---------------- |
| Bulgarije  |      | VMRO - Bulgaarse Nationale Beweging ВМРО – Българско Национално Движение VMRO – Balgarsko Natsionalno Dvizhenie                                                      | 2                                            | 2018             |
| Kroatië    |      | Kroatische Soevereinisten Hrvatski suverenisti | 1                                            |                  |
| Tsjechië   |      | Democratische Burgerpartij Občanská demokratická strana | 4                                            | 1 oktober 2009   |
| Duitsland  |      | Wij Burgers Wir Bürger | 0                                            | 18 maart 2016    |
| Italië     |      | Broeders van Italië Fratelli d'Italia | 10                                           | 22 februari 2019 |
| Letland    |      | Nationale Alliantie Nacionālā apvienība | 1                                            | 2014             |
| Litouwen   |      | Electorale Actie van Polen in Litouwen - Christelijke Families Alliantie Lietuvos lenkų rinkimų akcija – Krikščioniškų šeimų sąjunga                                 | 1                                            | 22 juni 2009     |
| Luxemburg  |      | Alternatieve Democratische Hervormingspartij Alternativ Demokratesch Reformpartei Parti réformiste d'alternative démocratique Alternative Demokratische Reformpartei | 0                                            | 8 juni 2010      |
| Polen      |      | Recht en Rechtvaardigheid Prawo i Sprawiedliwość | 25                                           | 22 juni 2009     |
| Roemenië   |      | Het Rechtse Alternatief Alternativa Dreaptă | 0                                            | 9 augustus       |
| Slowakije  |      | Vrijheid en solidariteit Sloboda a Solidarita | 1                                            | 13 november 2015 |
| Spanje     |      | Vox | 4                                            |                  |
| Zweden     |      | Zwedendemocraten Sverigedemokraterna | 3                                            |                  |

#### Voormalige leden
| Land/Regio          | Logo | Politieke partij (naam in het Nederlands)                | Zetels in het Europees Parlement (2019-2024) | Lid sinds        | Lid tot |
| ------------------- | ---- | -------------------------------------------------------- | -------------------------------------------- | ---------------- | ------- |
| Albanië             |      | Republikeinse Partij van Albanië                         | geen lid van de Europese Unie                | 7 april 2017     |         |
| Bulgarije           |      | Bulgarije Opnieuw                                        | 0                                            | 2018             |         |
| Duitsland           |      | Liberale Conservatieve Hervormers                        | 0                                            | 18 maart 2016    |         |
| Faeröer             |      | Volkspartij                                              | geen lid van de Europese Unie                | 8 november 2013  |         |
| Finland             |      | Blauwe Toekomst                                          | 0                                            | december 2015    |         |
| IJsland             |      | Onafhankelijkheidspartij                                 | geen lid van de Europese Unie                | 12 november 2011 |         |
| Italië              |      | Richting Italië                                          | 0                                            | 13 november 2015 |         |
| Kosovo              |      | Democratische Partij van Kosovo                          | geen lid van de Europese Unie                |                  |         |
| Kroatië             |      | Kroatische Conservatieve Partij                          | 0                                            | 22 mei 2015      |         |
| Nederland           |      | Forum voor Democratie                                    | 1                                            | 5 juni 2019      |         |
| Noord-Macedonië     |      | VMRO - Volkspartij                                       | geen lid van de Europese Unie                |                  |         |
| Moldavië            |      | Republikeinse Sociaal-politieke Beweging voor Gelijkheid | geen lid van de Europese Unie                | 1 december 2018  |         |
| Montenegro          |      | Beweging voor Verandering                                | geen lid van de Europese Unie                | 22 mei 2015      |         |
| Noord-Cyprus        |      | Partij van Nationale Eenheid                             | geen lid van de Europese Unie                | 7 april 2017     |         |
| Servië              |      | Genoeg is genoeg                                         | geen lid van de Europese Unie                | 22 februari 2019 |         |
| Slowakije           |      | Burgerlijke Conservatieve Partij                         | 0                                            | 25 maart 2011    |         |
| Slowakije           |      | Nieuwe meerderheid                                       | 0                                            | 1 november 2014  |         |
| Verenigd Koninkrijk |      | Conservatieve Partij                                     | geen lid van de Europese Unie                | 1 oktober 2009   |         |
| Verenigd Koninkrijk |      | Partij voor Unionisten                                   | geen lid van de Europese Unie                | 1 oktober 2009   |         |
| Wit-Rusland         |      | Wit-Russische Volksfront                                 | geen lid van de Europese Unie                | 7 april 2017     |         |

#### Waarnemende leden
Naast leden heeft de partij ook "mondiale partners".

##### Huidige mondiale partners
| Land                | Logo | Politieke partij                                                 | Lid sinds |
| ------------------- | ---- | ---------------------------------------------------------------- | --------- |
| Albanië             |      | Republikeinse Partij van Albanië Partia Republikane e Shqipërisë |           |
| Wit-Rusland         |      | Volksfront Partij Партыя БНФ Partyja BNF                         |           |
| Israël              |      | Likoed הַלִּיכּוּד HaLikud                                            | 2016      |
| Noord-Macedonië     |      | VMRO – Volkspartij ВMPO–Народна Партија VMRO–Narodna Partija     |           |
| Servië              |      | Genoeg is Genoeg Доста је било Dosta je bilo                     |           |
| Verenigd Koninkrijk |      | Ulster partij voor Unionisten Ulster Unionist Party              |           |
| Verenigde Staten    |      | Republikeinse Partij Republican Party                            | 2014      |

##### Voormalige mondiale partners
| Land          | Logo | Politieke partij                      | Lid sinds        | Lid tot |
| ------------- | ---- | ------------------------------------- | ---------------- | ------- |
| Armenië       |      | Bloeiend Armenië                      | 3 juli 2014      |         |
| Australië     |      | Liberale Partij                       | 2014             |         |
| Azerbeidzjan  |      | Volkspartij van heel Azerbeidzjan     | 15 november 2015 |         |
| Canada        |      | Conservatieve Partij                  | 2012             |         |
| Colombia      |      | Democratisch centrum                  | 2017             |         |
| Georgië       |      | Christen-Democratische Beweging       | 16 augustus 2012 |         |
| Georgië       |      | Conservatieve Partij                  | 1 november 2014  |         |
| Kenia         |      | Jubileum Partij                       |                  |         |
| Malediven     |      | Progressieve Partij                   |                  |         |
| Marokko       |      | Partij van de Onafhankelijkheid       | 2014             |         |
| Nieuw-Zeeland |      | Nationale Partij                      | 2014             |         |
| Tanzania      |      | Partij voor Democratie en Vooruitgang |                  |         |
| Tunesië       |      | Tunesische Aspiratie                  | 2015             |         |

### Individuele leden
De partij heeft ook een aantal individuele leden, hoewel zij, net als de meeste andere Europese partijen, niet heeft geprobeerd een massaal individueel lidmaatschap te ontwikkelen.
Hieronder staat de ontwikkeling van het individuele lidmaatschap van de partij sinds 2019.
Individuele ledenIndividuele leden van Europese politieke partijen0102030405060201920202021202220232024ECH

## Vertegenwoordiging in Europese instellingen
| Organisatie     | Instelling                                           | Zetelaantal   |
| --------------- | ---------------------------------------------------- | ------------- |
| Europese Unie   | Europees parlement                                   | 70 / 720(10%) |
| Europese Unie   | Europese Commissie                                   | 1 / 27(4%)    |
| Europese Unie   | Europese Raad (Regeringsleiders)                     | 2 / 27(7%)    |
| Europese Unie   | Raad van de Europese Unie (Deelname aan de regering) |               |
| Europese Unie   | Europees Comité van de Regio's                       | 26 / 329(8%)  |
| Raad van Europa | Parlementaire Vergadering (binnen ECPA)              | 101 / 612     |